# Une femme mélancolique
Pour plus de détails, voir Fiche technique et Distribution.
Une femme mélancolique (Das melancholische Mädchen) est le premier film de l'écrivaine et réalisatrice allemande Susanne Heinrich. Le film reçoit le Prix Max Ophüls en 2019.

## Synopsis
En 14 épisodes relativement courts, encadrés chacun par un prologue et un épilogue, le film met en scène une jeune femme sans nom, sans origine qui cherche tous les jours un endroit pour dormir dans une ville anonyme, probablement Berlin. Elle trouve refuge principalement refuge auprès d'hommes d'âges et de milieux différents, mais elle ne reste jamais plus d'une nuit. Interrogée sur qui elle est,  elle répond qu'elle est écrivaine et montre un cahier qui contient un récit qui ne va pas au-delà de la première phrase du deuxième chapitre. Distante dans ses gestes et son ton, elle porte à plusieurs reprises des jugements sur elle-même, ses homologues et la société néolibérale. Elle s'exprime à plusieurs reprises sur le bonheur, comme : « Je suis malheureuse pour que des gens comme vous soient heureux. »

## Fiche technique
- Titre : Une femme mélancolique
- Titre original : Das melancholische Mädchen
- Réalisation : Suzanne Heinrich
- Scénario : Suzanne Heinrich
- Musique : Mathias Bloech, Moritz Sembritzki
- Pays de production : Allemagne
- Genre : Comédie dramatique et expérimental
- Durée : 80 minutes
- Date de sortie :
  - France : 29 septembre 2020

## Distribution
- Marie Rathscheck (de) : une femme mélancolique sans nom

## Analyse
Suzanne Heinrich s'intéresse à la notion de bonheur. En 2009, elle publie Alors maintenant, nous sommes tous heureux. Dans Une femme mélancolique, elle passe en revue les éléments de bonheur que la société offre à une jeune femme : progéniture, art, divertissement, mannequinat, yoga, psychothérapie, toxicomanie, sexe. . .  La femme mélancolique sans nom ne s'implique jamais. Elle connaît les différentes situations, les a toutes écartées et adopte une distance ironique : « J'espère que je n'aurai jamais d'enfant par ennui. ».
La « mélancolie » comme diagnostic de son « indifférence démonstrative »  est aussi un euphémisme ironique. Au cours du film, elle appelle sa maladie, très contemporaine la dépression. La femme mélancolique sans nom devient porteuse des symptômes d'une société qui ne tient pas ses promesses de bonheur. 

## Forme cinématographique
Dès le prologue, le spectateur comprend qu'il ne sera pas tenu en haleine par un film narratif et qu'il ne pourra pas s'identifier au personnage. Cela ressemble à une crise grave lorsque la femme mélancolique sans nom se demande : « Comment suis-je devenu tout ce que je n'ai jamais voulu être ? » Presque ennuyée, elle semble se parler à elle-même jusqu'à ce que l'on découvre qu'elle s'adresse à une personne présente dans la pièce : un homme nu sur le lit. Il semble plus naturel qu'elle, plus vif, plus « sympathique », mais aussi un peu ordinaire et naïf.
Le décor, dans lequel évolue la protagoniste est pratiquement immobile. Il est « anormalement lumineux et plat » de sorte qu'il se confond avec l'arrière-plan, qui lui-même n'a pas de profondeur. Il s'agit d'un papier peint photo. Cela donne l'impression de regarder  une image. Le décor est stylisé, hautement artificiel. Les couleurs dominantes sont des tons pastels rose et bleu clair. La caméra est souvent statique, tout comme les acteurs, en particulier la femme mélancolique sans nom. La réalisatrice Suzanne Heinrich a demandé aux acteurs de se débarrasser de leur émouvante « vivacité » et de désapprendre ce qu'ils avaient appris à l'école d'art dramatique.
La réalisatrice ne se préoccupe pas « d'écouter la réalité ou de la représenter », mais plutôt de « rendre quelque chose de visible à partir de situations banales ». Le spectateur reste à distance, il « se promène dans le film en pensant et ressentant ». Il n'est pas hypnotiser par l'action, ni réduit à une attitude passive. Suzanne Heinrich s'est inspirée de Brecht et de l'effet d'aliénation. Le cinéma de Suzanne Heinrich est également  influencé par le concept féministe de Male gaze de Laura Mulvey qui montre que le cinéma hollywoodien classique se caractérise par la vision masculine du corps féminin. Suzanne Heinrich se propose d'inverser ce point de vue dans Une femme mélancolique.

## Distinctions
- Récipiendaire du prix Max Ophüls, 2019
- Récipiendaire du prix du jury œcuménique, 2019